# مرحله مقدماتی لیگ قهرمانان اقیانوسیه ۲۰۲۴
مرحله مقدماتی لیگ قهرمانان اقیانوسیه ۲۰۲۴ از ۱۷ تا ۲۳ فوریه ۲۰۲۴ برگزار شد. در مجموع چهار تیم در مرحله مقدماتی برای تعیین یک سهمیه از ۸ سهمیه در مرحله گروهی لیگ قهرمانان اقیانوسیه ۲۰۲۴ به رقابت پرداختند.

## گروه مقدماتی

### قرعه کشی
قرعه کشی مرحله مقدماتی در ۱۷ ژانویه ۲۰۲۴ در مقر اواف‌سی در اوکلند، نیوزیلند برگزار شد.

### فرمت
چهار تیم حاضر در مرحله مقدماتی به صورت نوبت‌گردشی در یک مکان متمرکز با یکدیگر بازی کردند. تیم اول به مرحله گروهی راه یافت تا به ۷ شرکت کننده مستقیم بپیوندند. مرحله مقدماتی به میزبانی نوکوآلوفا، تونگا برگزار شد.

### مسابقات
| تیم              | بازی | برد | تساوی | باخت | گل‌زده | گل‌خورده | تفاضل‌گل | امتیاز | صلاحیت      |
| ---------------- | ---- | --- | ----- | ---- | ----- | ------- | ------- | ------ | ----------- |
| وایواسه تای      | ۳    | ۲   | ۱     | ۰    | ۱۸    | ۰       | ۱۸+     | ۷      | مرحله گروهی |
| توپاپا مارائرنگا | ۳    | ۲   | ۰     | ۱    | ۱۷    | ۶       | ۱۱+     | ۶      |             |
| ویتونگو (م)      | ۳    | ۱   | ۱     | ۱    | ۱۵    | ۳       | ۱۲+     | ۴      |             |
| وایالا تونگان    | ۳    | ۰   | ۰     | ۳    | ۰     | ۴۱      | ۴۱-     | ۰      |             |

| وایواسه تای | ۴–۰ | توپاپا مارائرنگا |
| ----------- | --- | ---------------- |
|             |     |                  |

| ویتونگو | ۱۳–۰ | وایالا تونگان |
| ------- | ---- | ------------- |
|         |      |               |

| توپاپا مارائرنگا | ۱۴–۰ | وایالا تونگان |
| ---------------- | ---- | ------------- |
|                  |      |               |

| ویتونگو | ۰–۰ | وایواسه تای |
| ------- | --- | ----------- |
|         |     |             |

| وایالا تونگان | ۰–۱۴ | وایواسه تای |
| ------------- | ---- | ----------- |
|               |      |             |

| توپاپا مارائرنگا | ۳–۲ | ویتونگو |
| ---------------- | --- | ------- |
|                  |     |         |

## پلی آف ملی
هفت ست از پلی آف ملی دوباره برگزار خواهد شد تا مشخص شود کدام تیم از آن کشورها در لیگ قهرمانان امسال شرکت خواهند کرد.
| تیم ۱            | نتیجه نهایی | تیم ۲           | بازی رفت | بازی برگشت |
| ---------------- | ----------- | --------------- | -------- | ---------- |
| روا              | ۳–۲         | لائوتوکا        | ۰–۰      | ۳–۲        |
| گایکا            | ۱–۲         | مجنتا           | ۱–۲      | ۰–۰        |
| اوکلند سیتی      | ۴–۳         | ولینگتون المپیک | ۱–۰      | ۳–۳        |
| ساوترن استرایکرز | ۰–۵         | هیکاری یونایتد  | ۰–۲      | ۰–۳        |
| سنترال کوست      | ۱–۲         | سلیمان واریورز  | ۰–۱      | ۱–۱        |
| پیرائه           | ۲–۲ (۶–۵ پ) | تیفانا          | ۱–۱      | ۱–۱        |
| کلاسیک           | ۳−۲         | ایفیرا بلک برد  | ۱–۲      | ۱–۱        |